# Dischidia
Genre
Classification GRIN
Dischidia est un genre de plantes à fleurs herbacées tropicales de la famille des Apocynaceae.

## Répartition
Ce genre est réparti en Asie du Sud-Est et en Océanie.

## Description
Ces sont des herbacées épiphytes ou épilithiques, aux tiges et aux branches charnues, généralement grimpantes par des racines adventives, parfois aussi filiformes ou pendantes. Les feuilles sont opposées ou partiellement en verticilles par trois ou quatre, charnues. Certaines plantes sont parfois sans feuilles.
Les inflorescences sont extra-axillaires, petites ; le rachis est épais, souvent ramifié, éventuellement allongé, produisant une série de groupes de fleurs souvent en ombelle. Les fleurs sont généralement très petites. Le calice présente cinq glandes basales. La corolle est blanche, rouge ou violette, ovoïde à urcéolée, avec une bouche étroite, charnue ; les lobes sont valvés dans le bourgeon, courts, souvent poilus. Les lobes de la couronne sont par cinq, minces, insérés sur le gynostegium, dressés ou ascendants, l'apex entier, dentelé, à deux fentes, ou avec des bras recourbés. Les anthères sont dressées, avec une membrane apicale recouvrant la tête du stigmate ; il y a deux pollinies par pollinarium, à marge translucide, les caudicules élargies à l'apex, dressées. Les fruits sont des follicules lancéolés ou cylindriques.

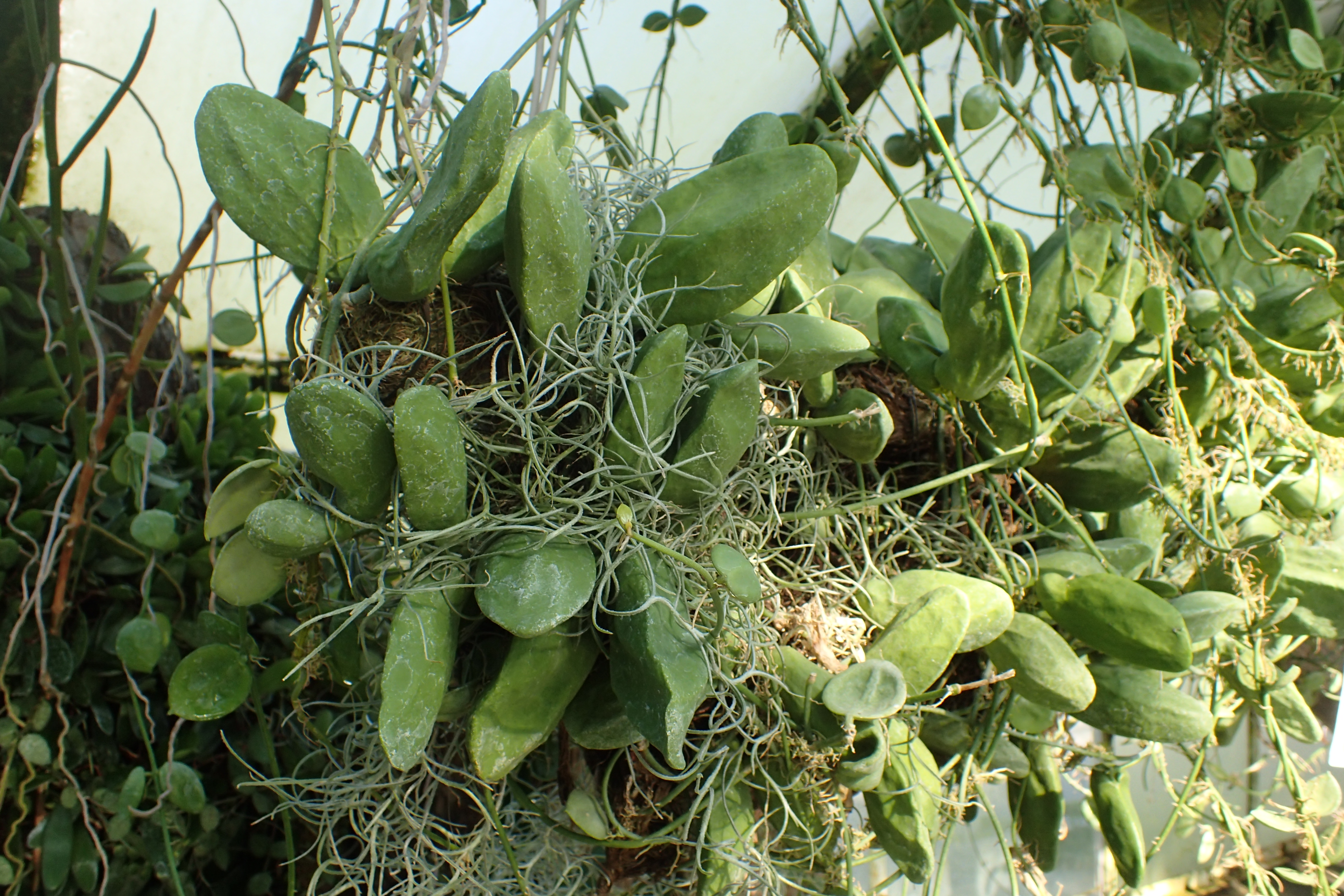
Dischidia major.
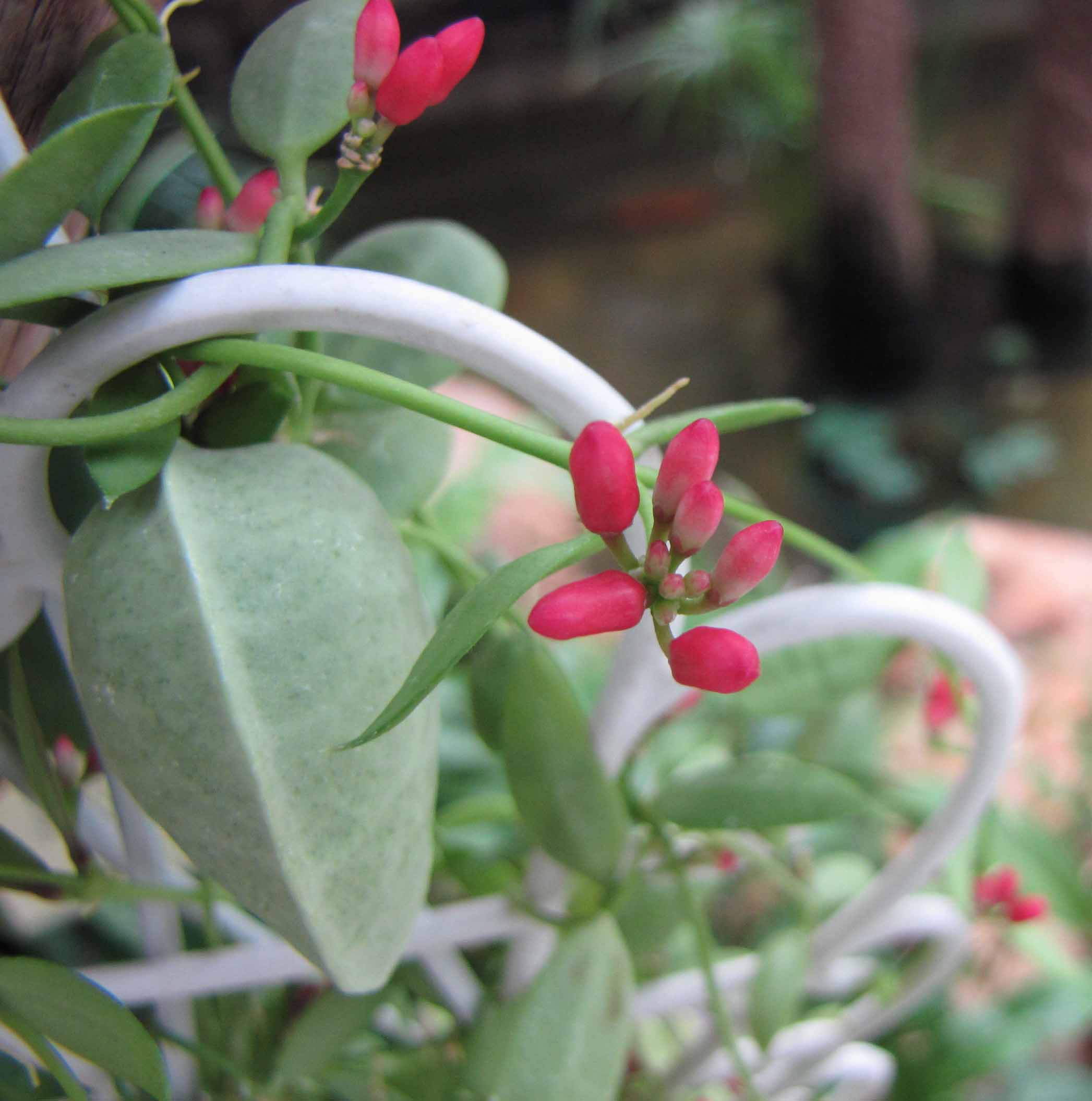
Dischidia vidalii.
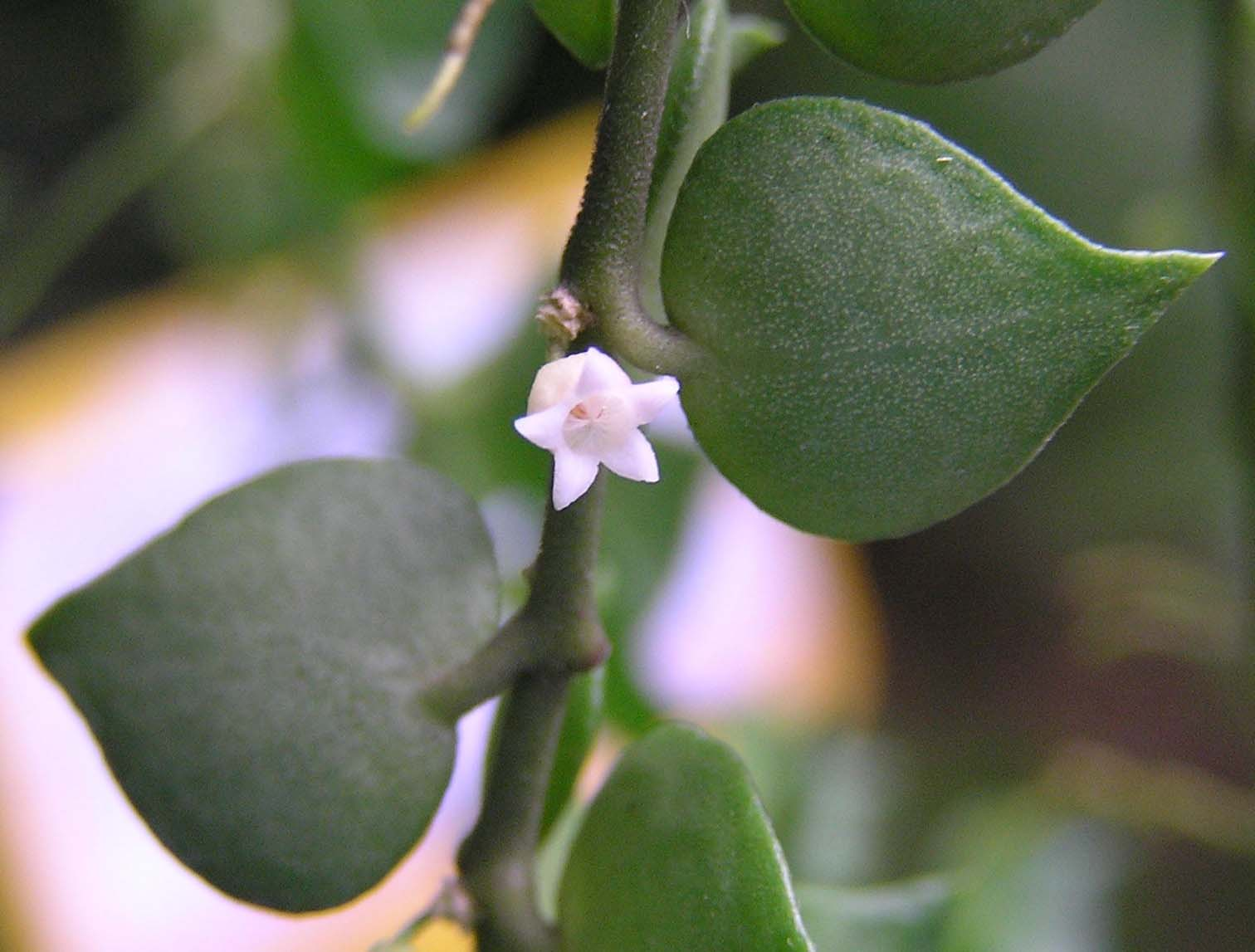
Dischidia ruscifolia.
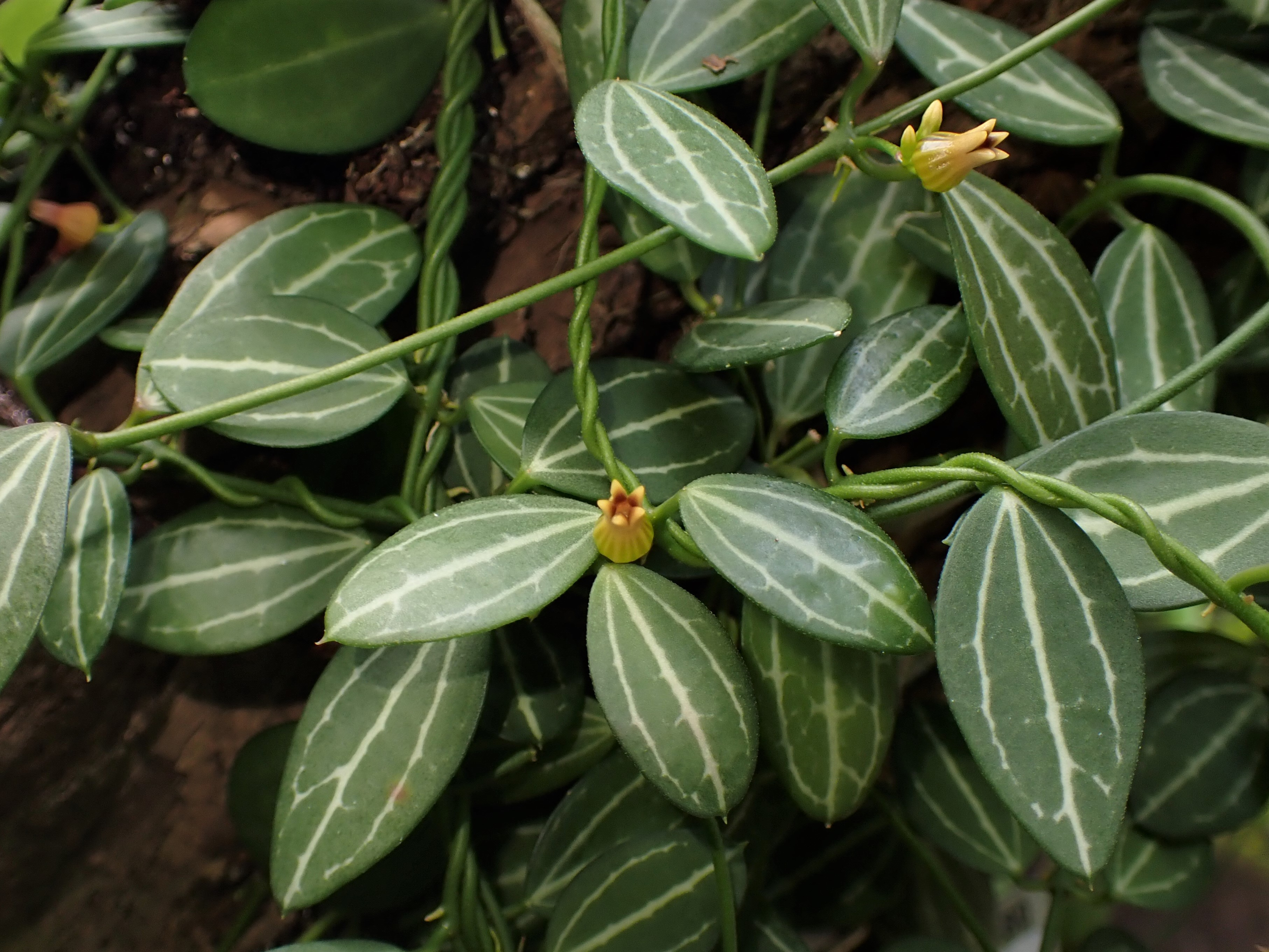
Dischidia ovata.
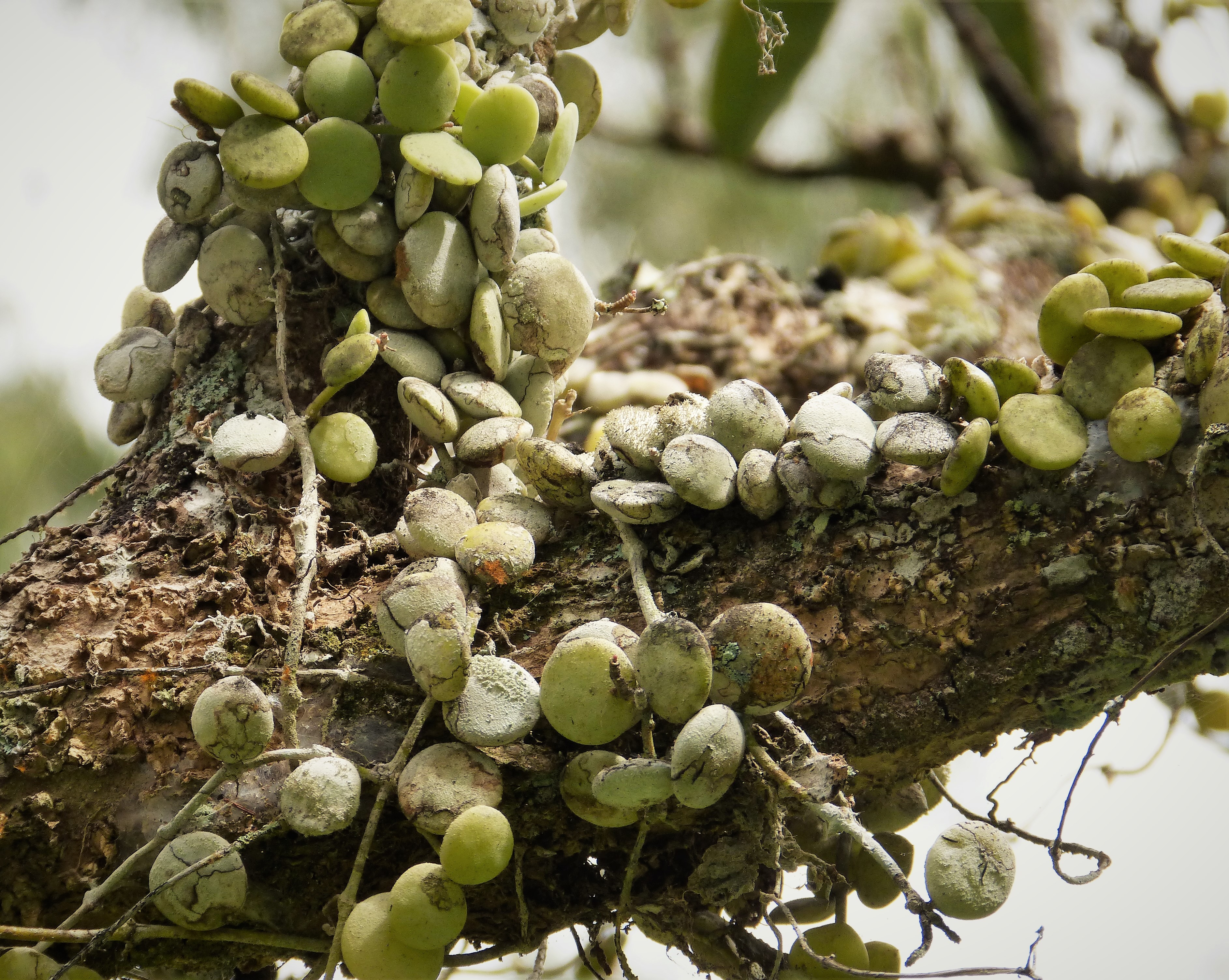
Dischidia nummularia.
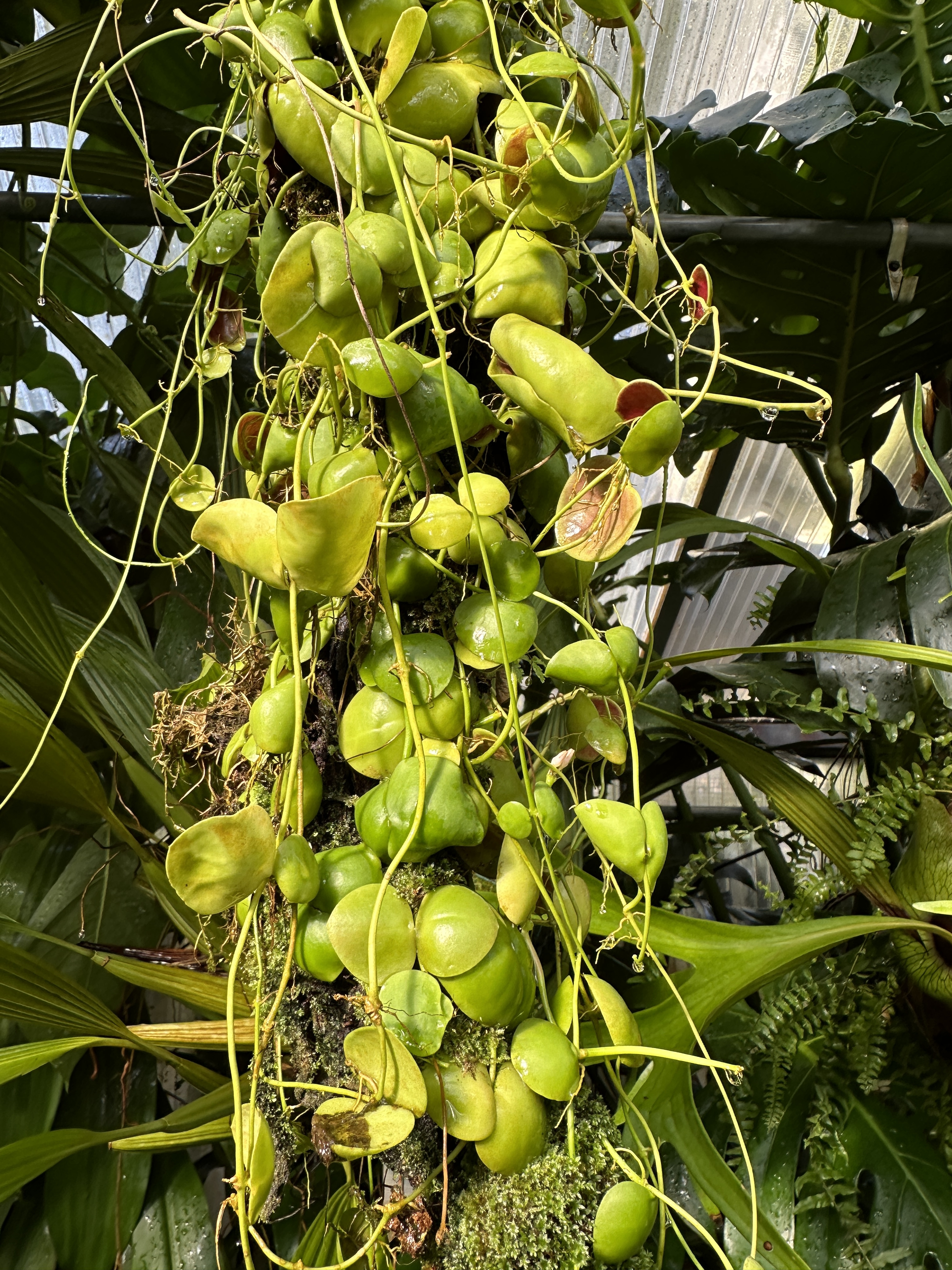
Dischidia albiflora.

## Systématique
Le nom correct complet (avec auteur) de ce taxon est Dischidia R.Br..
Dischidia a pour synonymes :
- Collyris Vahl in Skr. Naturhist.-Selsk. 6: 110 (1810)
- Conchophyllum Blume in Bijdr. Fl. Ned. Ind.: 1060 (1826)
- Dischidiopsis Schltr. in Fragm. Fl. Philipp. 1: 128 (1904)
- Dolichostegia Schltr. in Repert. Spec. Nov. Regni Veg. 13: 554 (1915)
- Hoyella Ridl. in J. Fed. Malay States Mus. 8(4): 62 (1917)
- Leptostemma Blume in Bijdr. Fl. Ned. Ind.: 1057 (1826)
- Oistonema Schltr. in Beibl. Bot. Jahrb. Syst. 92: 12 (1908)
- Spathidolepis Schltr. in K.M.Schumann & C.A.G.Lauterbach, Fl. Schutzgeb. Südsee, Nachtr.: 356 (1905)

## Liste des espèces
Selon Plants of the World online (POWO) (28 octobre 2023) (127 espèces) :
- Dischidia aberrans Schltr.
- Dischidia acuminata Costantin
- Dischidia acutifolia Maingay ex Hook.f.
- Dischidia albida Griff.
- Dischidia albiflora Griff.
- Dischidia alternans Schltr.
- Dischidia amphorantha K.Schum. & Lauterb.
- Dischidia angustifolia Miq.
- Dischidia antennifera Becc.
- Dischidia argentii Arshed, J.R.Callado & Tandang
- Dischidia asperifolia Schltr.
- Dischidia astephana Scort. ex King & Gamble
- Dischidia atropurpurea Schltr.
- Dischidia bengalensis Colebr.
- Dischidia bisetulosa O.Schwartz
- Dischidia boholensis (Schltr.) Livsh.
- Dischidia calva Kerr
- Dischidia carinata (Schltr.) Arshed, Agoo & Rodda
- Dischidia chinensis Champ. ex Benth.
- Dischidia cleistantha Livsh.
- Dischidia clemensiae Schltr.
- Dischidia cochleata Blume
- Dischidia collyris Wall.
- Dischidia cominsii Hemsl.
- Dischidia complex Griff.
- Dischidia cornuta Livsh.
- Dischidia crassifolia Zipp. ex Schltr.
- Dischidia crassula Schltr.
- Dischidia cyclophylla Schltr.
- Dischidia cylindrica W.W.Sm.
- Dischidia dasyphylla Schltr.
- Dischidia deschampsii King & Gamble
- Dischidia digitiformis Becc.
- Dischidia dohtii T.B.Tran & Livsh.
- Dischidia dolichantha Schltr.
- Dischidia elmeri Schltr.
- Dischidia ericiflora Becc.
- Dischidia formosana Maxim.
- Dischidia fruticulosa Ridl.
- Dischidia galactantha K.Schum.
- Dischidia gibbifera Schltr.
- Dischidia glabrata Arshed & Tandang
- Dischidia griffithii Hook.f.
- Dischidia hahliana Volkens
- Dischidia hirsuta (Blume) Decne.
- Dischidia hollrungii Warb. ex K.Schum. & Lauterb.
- Dischidia hoyella Omlor
- Dischidia imbricata (Blume) Steud.
- Dischidia immortalis Guillaumin
- Dischidia incrassata (Schltr.) Arshed, Agoo & Rodda
- Dischidia indragirensis Schltr.
- Dischidia insularis Schltr.
- Dischidia kerrii Kidyoo & Suddee
- Dischidia khasiana Hook.f.
- Dischidia kutchinensis Becc.
- Dischidia lanceolata (Blume) Decne.
- Dischidia lancifolia Merr.
- Dischidia latifolia (Blume) Decne.
- Dischidia lauterbachii K.Schum.
- Dischidia listerophora Schltr.
- Dischidia litoralis Schltr.
- Dischidia longe-pedunculata Ridl.
- Dischidia longiflora Becc.
- Dischidia longifolia Becc.
- Dischidia luzonica (Schltr.) Arshed, Agoo & Rodda
- Dischidia major (Vahl) Merr.
- Dischidia mariae (Schltr.) Arshed, Agoo & Rodda
- Dischidia maxima Koord.
- Dischidia melanesica Fosberg
- Dischidia meleagridiflora O.Schwartz
- Dischidia merrillii Schltr.
- Dischidia micholitzii N.E.Br.
- Dischidia micrantha Becc.
- Dischidia milnei Hemsl.
- Dischidia neurophylla Lauterb. & K.Schum.
- Dischidia nicobarica Didr.
- Dischidia nummularia R.Br.
- Dischidia oblongata Arshed, Agoo & Rodda
- Dischidia obovata Decne.
- Dischidia oiantha Schltr.
- Dischidia ovata Benth.
- Dischidia oxyphylla Miq.
- Dischidia papuana Warb.
- Dischidia parasita (Blanco) Arshed, Agoo & Rodda
- Dischidia parvifolia Ridl.
- Dischidia peltata Blume
- Dischidia phuphanensis Chatan & Promprom
- Dischidia picta Blume
- Dischidia platyphylla Schltr.
- Dischidia polilloensis Kloppenb.
- Dischidia polyphylla Ridl.
- Dischidia puberula Decne.
- Dischidia pubescens Ridl.
- Dischidia punctata (Blume) Decne.
- Dischidia purpurea Merr.
- Dischidia quinquangularis Schltr.
- Dischidia reniformis Schltr.
- Dischidia retusa Becc.
- Dischidia rhodantha Ridl.
- Dischidia rimicola Kerr
- Dischidia rosea Schltr.
- Dischidia roseoflavida Schltr.
- Dischidia rostrata Arshed, Agoo & Rodda
- Dischidia rumphii Miq.
- Dischidia ruscifolia Decne. ex Becc.
- Dischidia saccata Warb.
- Dischidia sagittata (Blume) Decne.
- Dischidia sarasinorum Warb.
- Dischidia scortechinii King & Gamble
- Dischidia singularis Craib
- Dischidia soronensis Becc.
- Dischidia spironema Turcz.
- Dischidia squamulosa Becc.
- Dischidia striata Schltr.
- Dischidia subulata Warb.
- Dischidia superba Rintz
- Dischidia thaithongiae Kidyoo
- Dischidia tjidadapensis Bakh.f.
- Dischidia tomentella Ridl.
- Dischidia tonkinensis Costantin
- Dischidia tonsuensis T.Green & Kloppenb.
- Dischidia torricellensis (Schltr.) P.I.Forst.
- Dischidia tricholoba Kerr
- Dischidia trichostemma Schltr.
- Dischidia truncata (Blume) Decne.
- Dischidia vadosa Rintz
- Dischidia vidalii Becc.